# Backofenmühle (Seinsheim)
Backofenmühle ist ein Gemeindeteil des Marktes Seinsheim im Landkreis Kitzingen (Unterfranken, Bayern). Backofenmühle liegt in der Gemarkung Iffigheim.

## Geografische Lage
Die Einöde bildet mit Iffigheim eine geschlossene Siedlung. Sie liegt am Mühlgraben, der unweit westlich als rechter Zufluss in die Iff mündet.

## Geschichte
Backofenmühle gehörte ursprünglich zur Realgemeinde Iffigheim und unterstand wie diese dem Schwarzenbergischen Amt Wässerndorf, das das Hoch- und Niedergericht ausübte.
Mit dem Gemeindeedikt (frühes 19. Jahrhundert) wurde Backofenmühle dem Steuerdistrikt Seinsheim und der Ruralgemeinde Iffigheim zugewiesen. Im Zuge der Gebietsreform in Bayern wurde Backofenmühle am 1. Mai 1978 nach Seinsheim eingemeindet.

### Einwohnerentwicklung
| Jahr      | 001818 | 001836 | 001840 | 001861 | 001871 | 001885 | 001900 | 001925 | 001950 | 001961 | 001970 | 001987 |
| Einwohner | 6      | *      | 6      | *      | 3      | 6      | 4      | 5      | 1      | 3      | 2      | 1      |
| Häuser    | 2      | *      | 1      |        |        | 1      | 1      | 1      | 1      | 1      |        | 1      |
| Quelle    | [ 6 ]  | [ 10 ] | [ 11 ] | [ 12 ] | [ 13 ] | [ 14 ] | [ 15 ] | [ 16 ] | [ 17 ] | [ 18 ] | [ 19 ] | [ 1 ]  |

## Religion
Backofenmühle ist römisch-katholisch geprägt und bis heute nach St. Peter und Paul (Seinsheim) gepfarrt.